# Уолцер, Майкл
Майкл Уолцер (англ. Michael Walzer; р. 3 марта 1935, Нью-Йорк) — американский политический философ и общественный деятель еврейского происхождения, главный редактор политического журнала Dissent. Доктор философии (1961). Профессор Принстонского и Гарвардского университета, член правления Еврейского университета в Иерусалиме. Член Американского философского общества (1990).

## Биография
В 1961 году получил степень доктора философии в Гарвардском университете. Разрабатывал проблемы коммунитаризма и справедливой войны. Придерживался леволиберальных взглядов, поддержал Израиль в Шестидневной войне и США в Войне в Заливе, а также военной операции НАТО против Югославии.
любое государство, являющееся членом этого сообщества, имеет право прибегнуть к силе, дабы положить конец происходящему в другом государстве — члене сообщества, если речь идет о чем-то поистине ужасном

#### Книги
- Уолцер М. Компания критиков: Социальная критика и политические пристрастия XX века. — М.: Идея-Пресс, Дом интеллектуальной книги, 1999. — 360 с. — ISBN 5-7333-0017-5.
- Уолцер М. О терпимости / пер. с англ. И. Мюрнберг. — М.: Идея-Пресс, Дом интеллектуальной книги, 2000. — 160 с. — ISBN 5-7333-0019-1.

#### Статьи
- Уолцер М. Любой правитель может быть призван к ответу // Россия в глобальной политике : журнал. — 2005. — Т. 3, № 6. — С. 216-229. — ISSN 1810-6447.
- Уолцер М. Сферы привязанности // Философско-литературный журнал «Логос» : журнал. — 2006. — Т. 2. — С. 128-129. — ISSN 2499-9628.
- Уолцер М. О человеколюбии // Россия в глобальной политике : журнал. — 2011. — Т. 9, № 4. — С. 34-46. — ISSN 1810-6447.
- Уолцер М. Интеллектуалы, социальные классы и революции // Философско-литературный журнал «Логос» : журнал  / пер. с англ. К. Колкуновой. — 2012. — № 2 (86). — С. 95-113. — ISSN 2499-9628.
- Уолцер М. Философия и демократия // Философско-литературный журнал «Логос» : журнал  / пер. с англ. Д. Узланера. — 2012. — № 3 (87). — С. 36-59. — ISSN 2499-9628.
- Уолцер М. Оправданные и неоправданные утечки // Россия в глобальной политике : журнал. — 2018. — № 2. — ISSN 1810-6447.
- Уолцер М. Триумф теории справедливой войны (и опасности успеха) // Философско-литературный журнал «Логос» : журнал  / пер. с англ С. Моисеева. — 2019. — № 3 (130). — С. 117-138. — ISSN 2499-9628.